# هیلفرسوم
شهر هیلفرسوم (به هلندی: Hilversum) در هلند شمالی در کشور هلند واقع شده‌است. جمعیت این شهر ۸۳٫۷۵۷ نفر  است.